# Ácido bórico
El ácido bórico o ácido trioxobórico(III) es un compuesto químico, ligeramente ácido. Es usado como antiséptico, insecticida, retardante de la llama, espumante y precursor de otros compuestos químicos. Es usado también como agente tampón para regulación del pH.
Hasta 1981 se usaba como ingrediente en abonos foliares y en la conservación de alimentos como el marisco, aunque a partir de 1983, por recomendación de las administraciones, se fue sustituyendo por el metabisulfito sódico y, en la actualidad, su uso es ilegal.
Existe en forma cristalina (polvo de cristales blancos) que se disuelve fácilmente en agua. Su fórmula química es H3BO3. La forma mineral de este compuesto se denomina sassolita. Comúnmente se utiliza para realizar baños pédicos.

## Propiedades

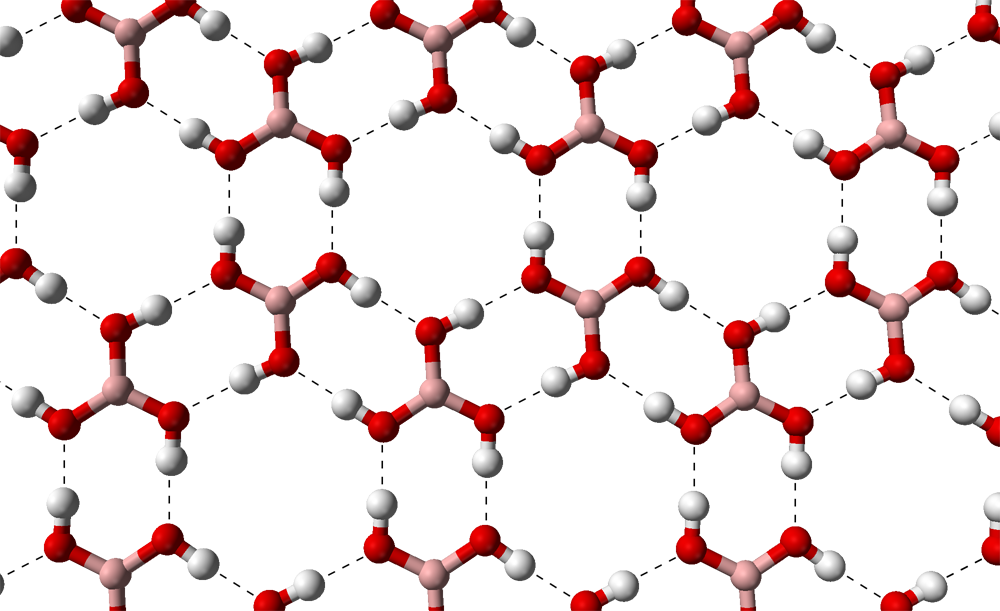
Estructura cristalina de moléculas de ácido bórico